# Ли Русонг
Ли Русонг (кин: 李如松, 1549-1598) био је кинески војсковођа у периоду династије Минг. Командовао је кинеском војском у Кореји током Кинеско-јапанског рата (1592—1598).

## У Кореји
Након брзог јапанског освајања Кореје у пролеће и лето 1592, и пораза прве кинеске помоћне војске у бици за Пјонгјанг (1592), кинеска влада послала је крајем 1592. нову војску под командом генерала Ли Русонга: око 43.000 коњаника, пешака и инжињераца прешло је Јалу 1. фебруара 1593. Генерал Ли је већ 5. фебруара опсео Пјонгјанг, који је бранило око 20.000 Јапанаца: град је пао 4 дана касније, након жестоких борби.
По корејским изворима, генерал Ли испрва је потценио квалитет јапанских утврђења и одлучност бранилаца: наредио је општи јуриш на град, који је успео захваљујући бројној надмоћи Кинеза, али је плаћен великим губицима. Корејске хронике истичу генералову храброст, који је лично предводио трупе током јуриша.
Након што је доњи град освојен и преживели Јапанци сатерани у цитаделу, генерал Ли је прекинуо напад до јутра, што је омогућило опседнутима да се током ноћи извуку из града и повуку све до Сеула. Корејски извори наводе да је генерал Ли био немаран, подмићен од стране јапанског команданта Кониши Јукинаге, или да је радио по тајним наређењима кинеске владе, како би поштедео Јапанце и додатно ослабио положај Кореје у односу на Кину Минга.
Генералова репутација у Кореји додатно је ослабила је свега неколико дана касније, у бици код Пјокја, где је рањен и натеран у бекство од јапанске војске која се повлачила према Сеулу. Корејски извори наводе да је кинески генерал намерно одуговлачио са гоњењем Јапанаца после ослобођења Пјонгјанга, и да се само претварао да је рањен, како би имао изговор за повлачење и напуштање команде.
Погинуо је у походу против Монгола 1598. године.